# ルチアーノ・ピシチーニ
ルチアーノ・ピシチーニ（Lucciano Pizzichini, 2000年5月14日 - ）は、アルゼンチン共和国出身のギタリスト。

## 来歴
わずか8歳という異例の若さで名門バークレー音楽院の教材曲を弾きこなし、本国では天才ギタリストとして名を馳せている。史上最年少で世界的なギターブランドであるギブソン社と契約を果たしデビューした。
幼いながらもそのテクニックは一流であり、世界的なギタリストであるカルロス・サンタナに「ルチアーノの指には神が宿っている」とまで言わしめた。
2008年には初来日を果たし、フジテレビの奇跡体験!アンビリバボーに出演している。同番組内で同世代の天才と称されるキッズたちと共にキッズバンドを結成した。